# Municipio de West Pottsgrove
El municipio de West Pottsgrove  (en inglés: West Pottsgrove Township) es un municipio ubicado en el condado de Montgomery en el estado estadounidense de Pensilvania. En el año 2000 tenía una población de 3.815 habitantes y una densidad poblacional de 626,3 personas por km².

## Geografía
El municipio de West Pottsgrove se encuentra ubicado en las coordenadas 40°15′17″N 75°40′42″O / 40.25472, -75.67833.

## Demografía
Según la Oficina del Censo en 2000 los ingresos medios por hogar en la localidad eran de 42.759 $ y los ingresos medios por familia eran 52.177 $. Los hombres tenían unos ingresos medios de 32.912 $ frente a los 28.949 $ para las mujeres. La renta per cápita para la localidad era de 18,413 $. Alrededor del 7,7% de la población estaban por debajo del umbral de pobreza.